# Llista de topònims del Pont de Suert
Llista de topònims (noms propis de lloc) del municipi del Pont de Suert, a l'Alta Ribagorça
Informació actualitzada per un bot. Els canvis manuals es perdran quan s'actualitzi!

## antic assentament
| imatge | Nom                 | Ubicat a         | instància de      | Detalls | coordenades                                                         | Protecció | Commons (més fotos) | Dades a WD                    |
| ------ | ------------------- | ---------------- | ----------------- | ------- | ------------------------------------------------------------------- | --------- | ------------------- | ----------------------------- |
|        | Cellers             | el Pont de Suert | antic assentament |         | 42° 22′ 00″ N, 0° 44′ 20″ E / 42.36663611°N,0.73882778°E 815 msnm   |           |                     | Modifica les dades a Wikidata |
|        | Vilatge de Noufonts | el Pont de Suert | antic assentament |         | 42° 25′ 53″ N, 0° 44′ 56″ E / 42.43135°N,0.74883056°E               |           |                     | Modifica les dades a Wikidata |
|        | Vilatge de Sueix    | el Pont de Suert | antic assentament |         | 42° 24′ 48″ N, 0° 44′ 47″ E / 42.41344167°N,0.74627222°E            |           |                     | Modifica les dades a Wikidata |
|        | Vilatge de Vilba    | el Pont de Suert | antic assentament |         | 42° 23′ 07″ N, 0° 47′ 12″ E / 42.38525333°N,0.78680278°E            |           |                     | Modifica les dades a Wikidata |
|        | les Cases d'Aragó   | el Pont de Suert | antic assentament |         | 42° 24′ 27″ N, 0° 44′ 19″ E / 42.40745278°N,0.73853889°E 840.5 msnm |           |                     | Modifica les dades a Wikidata |

## antic municipi d'Espanya
| imatge | Nom                     | Ubicat a         | instància de             | Detalls | coordenades | Protecció | Commons (més fotos) | Dades a WD                    |
| ------ | ----------------------- | ---------------- | ------------------------ | ------- | ----------- | --------- | ------------------- | ----------------------------- |
|        | Llesp                   | el Pont de Suert | antic municipi d'Espanya | 1812    |             |           |                     | Modifica les dades a Wikidata |
|        | Malpàs (antic municipi) | el Pont de Suert | antic municipi d'Espanya | 1812    |             |           |                     | Modifica les dades a Wikidata |
|        | Viu de Llevata          | el Pont de Suert | antic municipi d'Espanya |         |             |           |                     | Modifica les dades a Wikidata |

## borda
| imatge | Nom                       | Ubicat a         | instància de | Detalls                     | coordenades                                                          | Protecció                                  | Commons (més fotos) | Dades a WD                    |
| ------ | ------------------------- | ---------------- | ------------ | --------------------------- | -------------------------------------------------------------------- | ------------------------------------------ | ------------------- | ----------------------------- |
|        | Bordeta del Mestre Andreu | el Pont de Suert | borda        |                             | 42° 24′ 18″ N, 0° 43′ 38″ E / 42.404883533386°N,0.727157390693401°E  |                                            |                     | Modifica les dades a Wikidata |
|        | Cabana de Coixet          | el Pont de Suert | borda        |                             | 42° 26′ 25″ N, 0° 51′ 19″ E / 42.440349350756°N,0.85531502140439°E   |                                            |                     | Modifica les dades a Wikidata |
|        | Cabana de Corelles        | el Pont de Suert | borda        |                             | 42° 26′ 25″ N, 0° 51′ 19″ E / 42.440223952787°N,0.855326868085122°E  |                                            |                     | Modifica les dades a Wikidata |
|        | Cabana del Carant         | el Pont de Suert | borda        |                             | 42° 25′ 50″ N, 0° 51′ 06″ E / 42.4305738978773°N,0.851680943047301°E |                                            |                     | Modifica les dades a Wikidata |
|        | Casetar de Dalmau         | el Pont de Suert | borda        |                             | 42° 24′ 27″ N, 0° 47′ 29″ E / 42.4074157256928°N,0.791251196395322°E |                                            |                     | Modifica les dades a Wikidata |
|        | Casó de Milhòmens         | el Pont de Suert | borda        |                             | 42° 25′ 51″ N, 0° 44′ 33″ E / 42.4309702480621°N,0.742552619595731°E |                                            |                     | Modifica les dades a Wikidata |
|        | Corral d'Ardiaca          | el Pont de Suert | borda        |                             | 42° 20′ 24″ N, 0° 47′ 21″ E / 42.3400602585264°N,0.789192728419467°E |                                            |                     | Modifica les dades a Wikidata |
|        | Corral d'Avall            | el Pont de Suert | borda        |                             | 42° 20′ 33″ N, 0° 46′ 55″ E / 42.3425246711642°N,0.782041339394327°E |                                            |                     | Modifica les dades a Wikidata |
|        | Corral d'Iglésies         | el Pont de Suert | borda        |                             | 42° 23′ 57″ N, 0° 48′ 20″ E / 42.399188390594°N,0.805500410850703°E  |                                            |                     | Modifica les dades a Wikidata |
|        | Corral de Farrer          | el Pont de Suert | borda        |                             | 42° 22′ 08″ N, 0° 48′ 38″ E / 42.3688719867514°N,0.810466943092831°E |                                            |                     | Modifica les dades a Wikidata |
|        | Corral de Martí           | el Pont de Suert | borda        |                             | 42° 26′ 27″ N, 0° 47′ 23″ E / 42.4407250092762°N,0.789764977210793°E |                                            |                     | Modifica les dades a Wikidata |
|        | Corral de Móra            | el Pont de Suert | borda        |                             | 42° 21′ 21″ N, 0° 50′ 42″ E / 42.3558647856014°N,0.844976477800848°E |                                            |                     | Modifica les dades a Wikidata |
|        | Corral de la Serra        | el Pont de Suert | borda        |                             | 42° 25′ 58″ N, 0° 48′ 33″ E / 42.4326762904218°N,0.809097353525335°E |                                            |                     | Modifica les dades a Wikidata |
|        | Corral del Batlle         | el Pont de Suert | borda        |                             | 42° 25′ 07″ N, 0° 47′ 33″ E / 42.4184908861483°N,0.792576057626405°E |                                            |                     | Modifica les dades a Wikidata |
|        | Corral del Jan            | el Pont de Suert | borda        |                             | 42° 19′ 32″ N, 0° 52′ 11″ E / 42.3254902935832°N,0.869606256621741°E |                                            |                     | Modifica les dades a Wikidata |
|        | Paller                    | el Pont de Suert | borda        | Estil: arquitectura popular |                                                                      | bé integrant del patrimoni cultural català |                     | Modifica les dades a Wikidata |
|        | borda d'Amont             | el Pont de Suert | borda        |                             | 42° 26′ 35″ N, 0° 49′ 02″ E / 42.4431350929489°N,0.817304658539488°E |                                            |                     | Modifica les dades a Wikidata |
|        | borda d'Avall             | el Pont de Suert | borda        |                             | 42° 25′ 59″ N, 0° 48′ 57″ E / 42.4330401628053°N,0.815892422402118°E |                                            |                     | Modifica les dades a Wikidata |
|        | borda d'Escoll            | el Pont de Suert | borda        |                             | 42° 26′ 26″ N, 0° 45′ 41″ E / 42.4405857938352°N,0.761259064499619°E |                                            |                     | Modifica les dades a Wikidata |
|        | borda d'Estanyabero       | el Pont de Suert | borda        |                             | 42° 21′ 32″ N, 0° 49′ 20″ E / 42.3590167832069°N,0.8221138547209°E   |                                            |                     | Modifica les dades a Wikidata |
|        | borda de Betrans          | el Pont de Suert | borda        |                             | 42° 26′ 42″ N, 0° 42′ 39″ E / 42.4451086342123°N,0.710784123146887°E |                                            |                     | Modifica les dades a Wikidata |
|        | borda de Cotori           | el Pont de Suert | borda        |                             | 42° 25′ 37″ N, 0° 43′ 49″ E / 42.4270108202839°N,0.730393425411118°E |                                            |                     | Modifica les dades a Wikidata |
|        | borda de Cília            | el Pont de Suert | borda        |                             | 42° 19′ 11″ N, 0° 52′ 19″ E / 42.3198262422522°N,0.872054507815775°E |                                            |                     | Modifica les dades a Wikidata |
|        | borda de Ferrer           | el Pont de Suert | borda        |                             | 42° 28′ 06″ N, 0° 45′ 10″ E / 42.4683085407756°N,0.752741758611106°E |                                            |                     | Modifica les dades a Wikidata |
|        | borda de Gironella        | el Pont de Suert | borda        |                             | 42° 23′ 33″ N, 0° 48′ 14″ E / 42.392627058248°N,0.803809591296837°E  |                                            |                     | Modifica les dades a Wikidata |
|        | borda de Gras             | el Pont de Suert | borda        |                             | 42° 24′ 17″ N, 0° 49′ 12″ E / 42.4048258325704°N,0.820128358748375°E |                                            |                     | Modifica les dades a Wikidata |
|        | borda de Graït            | el Pont de Suert | borda        |                             | 42° 22′ 35″ N, 0° 49′ 18″ E / 42.3764173320646°N,0.821743186988178°E |                                            |                     | Modifica les dades a Wikidata |
|        | borda de Joanot           | el Pont de Suert | borda        |                             | 42° 27′ 34″ N, 0° 47′ 25″ E / 42.4593664842846°N,0.790252372767636°E |                                            |                     | Modifica les dades a Wikidata |
|        | borda de Joanxic          | el Pont de Suert | borda        |                             | 42° 26′ 38″ N, 0° 42′ 54″ E / 42.4438334982706°N,0.715025325490843°E |                                            |                     | Modifica les dades a Wikidata |
|        | borda de Llúcio           | el Pont de Suert | borda        |                             | 42° 25′ 11″ N, 0° 45′ 40″ E / 42.4198532459578°N,0.761146323279814°E |                                            |                     | Modifica les dades a Wikidata |
|        | borda de Manuel           | el Pont de Suert | borda        |                             | 42° 22′ 39″ N, 0° 49′ 43″ E / 42.3775849645974°N,0.828698900574281°E |                                            |                     | Modifica les dades a Wikidata |
|        | borda de Martí            | el Pont de Suert | borda        |                             | 42° 24′ 39″ N, 0° 49′ 29″ E / 42.410955557491°N,0.82472112826191°E   |                                            |                     | Modifica les dades a Wikidata |
|        | borda de Mestre           | el Pont de Suert | borda        |                             | 42° 24′ 46″ N, 0° 49′ 11″ E / 42.412663113622°N,0.81980103532825°E   |                                            |                     | Modifica les dades a Wikidata |
|        | borda de Minyana          | el Pont de Suert | borda        |                             | 42° 26′ 31″ N, 0° 43′ 12″ E / 42.4419515497398°N,0.720005718164675°E |                                            |                     | Modifica les dades a Wikidata |
|        | borda de Miquel           | el Pont de Suert | borda        |                             | 42° 24′ 26″ N, 0° 49′ 24″ E / 42.407353103511°N,0.823273178626735°E  |                                            |                     | Modifica les dades a Wikidata |
|        | borda de Monge            | el Pont de Suert | borda        |                             | 42° 25′ 55″ N, 0° 50′ 10″ E / 42.431884286593°N,0.83615357699496°E   |                                            |                     | Modifica les dades a Wikidata |
|        | borda de Panel            | el Pont de Suert | borda        |                             | 42° 24′ 38″ N, 0° 44′ 30″ E / 42.4105535287709°N,0.741559634867475°E |                                            |                     | Modifica les dades a Wikidata |
|        | borda de Pei              | el Pont de Suert | borda        |                             | 42° 25′ 25″ N, 0° 46′ 39″ E / 42.423614°N,0.777504°E                 |                                            |                     | Modifica les dades a Wikidata |
|        | borda de Pere             | el Pont de Suert | borda        |                             | 42° 24′ 16″ N, 0° 47′ 45″ E / 42.4044955300935°N,0.795801007658783°E |                                            |                     | Modifica les dades a Wikidata |
|        | borda de Peroi            | el Pont de Suert | borda        |                             | 42° 24′ 20″ N, 0° 46′ 48″ E / 42.405594126828°N,0.77994677990185°E   |                                            |                     | Modifica les dades a Wikidata |
|        | borda de Piquer           | el Pont de Suert | borda        |                             | 42° 25′ 44″ N, 0° 43′ 17″ E / 42.4289130807922°N,0.721426699037957°E |                                            |                     | Modifica les dades a Wikidata |
|        | borda de Salvany          | el Pont de Suert | borda        |                             | 42° 27′ 00″ N, 0° 45′ 41″ E / 42.4499249610452°N,0.761291147156517°E |                                            |                     | Modifica les dades a Wikidata |
|        | borda de Segabaix         | el Pont de Suert | borda        |                             | 42° 25′ 52″ N, 0° 43′ 21″ E / 42.4310261753305°N,0.722626527912545°E |                                            |                     | Modifica les dades a Wikidata |
|        | borda de Servent          | el Pont de Suert | borda        |                             | 42° 25′ 16″ N, 0° 46′ 49″ E / 42.4210427223498°N,0.780161991147014°E |                                            |                     | Modifica les dades a Wikidata |
|        | borda del Fideuer         | el Pont de Suert | borda        |                             | 42° 24′ 46″ N, 0° 44′ 19″ E / 42.412755751186°N,0.738612545195056°E  |                                            |                     | Modifica les dades a Wikidata |
|        | borda del Mig             | el Pont de Suert | borda        |                             | 42° 26′ 14″ N, 0° 49′ 52″ E / 42.437192070899°N,0.831107926528°E     |                                            |                     | Modifica les dades a Wikidata |
|        | borda del Rei             | el Pont de Suert | borda        |                             | 42° 25′ 47″ N, 0° 44′ 11″ E / 42.4297873383671°N,0.73645630365195°E  |                                            |                     | Modifica les dades a Wikidata |
|        | borda del Teixidor        | el Pont de Suert | borda        |                             | 42° 20′ 04″ N, 0° 50′ 08″ E / 42.3343254236372°N,0.835516703378136°E |                                            |                     | Modifica les dades a Wikidata |
|        | borda des Corralets       | el Pont de Suert | borda        |                             | 42° 25′ 41″ N, 0° 49′ 21″ E / 42.42799°N,0.82252°E                   |                                            |                     | Modifica les dades a Wikidata |
|        | bordes de Curan           | el Pont de Suert | borda        |                             | 42° 20′ 39″ N, 0° 46′ 38″ E / 42.344305383789°N,0.77724971335973°E   |                                            |                     | Modifica les dades a Wikidata |
|        | la Bordeta                | el Pont de Suert | borda        |                             | 42° 26′ 04″ N, 0° 47′ 29″ E / 42.4344988649454°N,0.791454867446557°E |                                            |                     | Modifica les dades a Wikidata |
|        | la Bordeta de Llorenç     | el Pont de Suert | borda        |                             | 42° 25′ 26″ N, 0° 45′ 54″ E / 42.4239434507154°N,0.7649267564096°E   |                                            |                     | Modifica les dades a Wikidata |
|        | paller de Peroi           | el Pont de Suert | borda        |                             | 42° 24′ 18″ N, 0° 46′ 30″ E / 42.4050497873796°N,0.77508800133697°E  |                                            |                     | Modifica les dades a Wikidata |

## carrer
| imatge | Nom                            | Ubicat a         | instància de | Detalls                     | coordenades                                                                    | Protecció                                  | Commons (més fotos)               | Dades a WD                    |
| ------ | ------------------------------ | ---------------- | ------------ | --------------------------- | ------------------------------------------------------------------------------ | ------------------------------------------ | --------------------------------- | ----------------------------- |
|        | carrer Major del Pont de Suert | el Pont de Suert | carrer       | Estil: arquitectura popular | 42° 24′ 26″ N, 0° 44′ 25″ E / 42.407321°N,0.740325°E ca:Carrer Major 847 msnm  | bé integrant del patrimoni cultural català | Carrer Major (el Pont de Suert)   | Modifica les dades a Wikidata |
|        | carrer d'Avall                 | el Pont de Suert | carrer       | Estil: arquitectura popular | 42° 24′ 25″ N, 0° 44′ 24″ E / 42.40701°N,0.740005°E ca:Carrer de Baix 839 msnm | bé integrant del patrimoni cultural català | Carrer d'Avall (el Pont de Suert) | Modifica les dades a Wikidata |
|        | voltes i passadissos de Perves | Perves           | carrer       | Estil: arquitectura popular | 42° 21′ 43″ N, 0° 51′ 02″ E / 42.361858°N,0.850656°E 1197 msnm                 | bé integrant del patrimoni cultural català | Voltes i passadissos de Perves    | Modifica les dades a Wikidata |

## casa
| imatge | Nom          | Ubicat a         | instància de | Detalls                                    | coordenades                                                                     | Protecció                                  | Commons (més fotos) | Dades a WD                    |
| ------ | ------------ | ---------------- | ------------ | ------------------------------------------ | ------------------------------------------------------------------------------- | ------------------------------------------ | ------------------- | ----------------------------- |
|        | Ca de Jaumot | el Pont de Suert | casa         | Estil: arquitectura barroca 18th century   | 42° 24′ 26″ N, 0° 44′ 25″ E / 42.407247°N,0.740384°E ca:C. Major, 9 846 msnm    | bé cultural d'interès local                | Ca de Jaumot        | Modifica les dades a Wikidata |
|        | casa Cotori  | el Pont de Suert | casa         | Estil: arquitectura eclèctica 19th century | 42° 24′ 28″ N, 0° 44′ 24″ E / 42.40784°N,0.739896°E ca:Pl. Mercadal, 8 845 msnm | bé integrant del patrimoni cultural català | Casa Cotori         | Modifica les dades a Wikidata |

## castell
| imatge | Nom                        | Ubicat a         | instància de | Detalls                      | coordenades                                                                                | Protecció                                            | Commons (més fotos)       | Dades a WD                    |
| ------ | -------------------------- | ---------------- | ------------ | ---------------------------- | ------------------------------------------------------------------------------------------ | ---------------------------------------------------- | ------------------------- | ----------------------------- |
|        | Castell d'Erillcastell     | Erillcastell     | castell      | Estil: arquitectura popular  | 42° 25′ 27″ N, 0° 48′ 06″ E / 42.424225°N,0.801737°E ca:Al nucli d'Erillcastell 1439 msnm  | bé d'interès cultural bé cultural d'interès nacional | Castell d'Erillcastell    | Modifica les dades a Wikidata |
|        | Castell de Castilló de Tor | el Pont de Suert | castell      | Estil: arquitectura romànica | 42° 26′ 03″ N, 0° 44′ 30″ E / 42.4341°N,0.741752°E ca:Al nucli de Castilló de Tor 958 msnm | bé d'interès cultural bé cultural d'interès nacional |                           | Modifica les dades a Wikidata |
|        | Castell de Curan           | el Pont de Suert | castell      | Estil: arquitectura romànica | 42° 20′ 28″ N, 0° 46′ 58″ E / 42.34101944°N,0.78286944°E 1195.3 msnm                       |                                                      |                           | Modifica les dades a Wikidata |
|        | Castell de Lavaix          | el Pont de Suert | castell      |                              | 42° 23′ 19″ N, 0° 44′ 44″ E / 42.3887°N,0.745644°E 896.2 msnm                              |                                                      |                           | Modifica les dades a Wikidata |
|        | Castell de Milves          | el Pont de Suert | castell      |                              | 42° 23′ 06″ N, 0° 47′ 14″ E / 42.3848940640827°N,0.787097243596201°E                       |                                                      |                           | Modifica les dades a Wikidata |
|        | Castell de Viu de Llevata  | el Pont de Suert | castell      | Estil: arquitectura romànica | 42° 22′ 09″ N, 0° 48′ 55″ E / 42.369182°N,0.815348°E 1300 msnm                             | bé d'interès cultural bé cultural d'interès nacional | Castell de Viu de Llevata | Modifica les dades a Wikidata |
|        | Castell de Viuet           | Viuet            | castell      | Estil: arquitectura romànica | 42° 26′ 56″ N, 0° 42′ 55″ E / 42.44899722°N,0.71515556°E 1117.7 msnm                       |                                                      |                           | Modifica les dades a Wikidata |
|        | Vilatge de Suert           | el Pont de Suert | castell      |                              | 42° 23′ 49″ N, 0° 44′ 27″ E / 42.39700833°N,0.74079722°E 887.3 msnm                        |                                                      |                           | Modifica les dades a Wikidata |

## collada
| imatge | Nom                           | Ubicat a                            | instància de | Detalls | coordenades                                                          | Protecció | Commons (més fotos) | Dades a WD                    |
| ------ | ----------------------------- | ----------------------------------- | ------------ | ------- | -------------------------------------------------------------------- | --------- | ------------------- | ----------------------------- |
|        | Coll d'Art (el Pont de Suert) | el Pont de Suert                    | collada      |         | 42° 22′ 10″ N, 0° 50′ 12″ E / 42.36938°N,0.83677778°E 1327.5 msnm    |           |                     | Modifica les dades a Wikidata |
|        | Coll de Fades                 | Sarroca de Bellera el Pont de Suert | collada      |         | 42° 25′ 09″ N, 0° 49′ 40″ E / 42.4193°N,0.827778°E 1504.9 msnm       |           |                     | Modifica les dades a Wikidata |
|        | Coll de Sant Roc de Viu       | Tremp el Pont de Suert              | collada      |         | 42° 22′ 14″ N, 0° 47′ 35″ E / 42.37066667°N,0.79311111°E 1441.4 msnm |           |                     | Modifica les dades a Wikidata |
|        | Coll de la Creu de Perves     | Perves                              | collada      |         | 42° 21′ 29″ N, 0° 50′ 33″ E / 42.35805833°N,0.84237778°E 1335 msnm   |           | Creu de Perves      | Modifica les dades a Wikidata |
|        | Collada de Corroncui          | Tremp el Pont de Suert              | collada      |         | 42° 18′ 42″ N, 0° 51′ 08″ E / 42.31169444°N,0.85213889°E 1519.3 msnm |           |                     | Modifica les dades a Wikidata |
|        | Collada de la Basseta         | Tremp el Pont de Suert              | collada      |         | 42° 18′ 37″ N, 0° 51′ 20″ E / 42.31016667°N,0.85541667°E 1521.3 msnm |           |                     | Modifica les dades a Wikidata |

## cova
| imatge | Nom                     | Ubicat a         | instància de | Detalls | coordenades                                                          | Protecció | Commons (més fotos) | Dades a WD                    |
| ------ | ----------------------- | ---------------- | ------------ | ------- | -------------------------------------------------------------------- | --------- | ------------------- | ----------------------------- |
|        | Forat Roi               | el Pont de Suert | cova         |         | 42° 22′ 19″ N, 0° 45′ 29″ E / 42.3720289600988°N,0.758097820257812°E |           |                     | Modifica les dades a Wikidata |
|        | Forat del Graller       | el Pont de Suert | cova         |         | 42° 20′ 07″ N, 0° 51′ 12″ E / 42.3352178569642°N,0.853280145088649°E |           |                     | Modifica les dades a Wikidata |
|        | cova de Badia           | el Pont de Suert | cova         |         | 42° 22′ 30″ N, 0° 48′ 59″ E / 42.3748681572642°N,0.816525621524894°E |           |                     | Modifica les dades a Wikidata |
|        | cova de Nadalet         | el Pont de Suert | cova         |         | 42° 23′ 19″ N, 0° 45′ 33″ E / 42.3887385992711°N,0.759252333086644°E |           |                     | Modifica les dades a Wikidata |
|        | cova de l'Hortó         | el Pont de Suert | cova         |         | 42° 20′ 15″ N, 0° 51′ 41″ E / 42.3375306624937°N,0.861382650019659°E |           |                     | Modifica les dades a Wikidata |
|        | cova de la Roca Roia    | el Pont de Suert | cova         |         | 42° 21′ 54″ N, 0° 45′ 38″ E / 42.3649473984294°N,0.76069344362714°E  |           |                     | Modifica les dades a Wikidata |
|        | cova de la Vella        | el Pont de Suert | cova         |         | 42° 21′ 56″ N, 0° 43′ 33″ E / 42.3655853730446°N,0.72586720001288°E  |           |                     | Modifica les dades a Wikidata |
|        | cova de les Ferreries   | el Pont de Suert | cova         |         | 42° 21′ 56″ N, 0° 44′ 35″ E / 42.3656657810831°N,0.743144662229359°E |           |                     | Modifica les dades a Wikidata |
|        | cova del Cap des Roques | el Pont de Suert | cova         |         | 42° 23′ 27″ N, 0° 46′ 42″ E / 42.3907586979768°N,0.778362903644486°E |           |                     | Modifica les dades a Wikidata |
|        | cova del Civadal        | el Pont de Suert | cova         |         | 42° 20′ 08″ N, 0° 46′ 21″ E / 42.3355237298416°N,0.772565074358195°E |           |                     | Modifica les dades a Wikidata |
|        | cova del Llop           | el Pont de Suert | cova         |         | 42° 24′ 06″ N, 0° 46′ 06″ E / 42.4015421426517°N,0.768371223979178°E |           |                     | Modifica les dades a Wikidata |
|        | cova dels Culleraires   | el Pont de Suert | cova         |         | 42° 22′ 10″ N, 0° 45′ 30″ E / 42.3695215135051°N,0.758357055132858°E |           |                     | Modifica les dades a Wikidata |
|        | cova dels Trulls        | el Pont de Suert | cova         |         | 42° 19′ 37″ N, 0° 53′ 08″ E / 42.3268392986452°N,0.885556285424633°E |           |                     | Modifica les dades a Wikidata |
|        | coves de Contrella      | el Pont de Suert | cova         |         | 42° 22′ 20″ N, 0° 44′ 44″ E / 42.3721675798254°N,0.74542577525939°E  |           |                     | Modifica les dades a Wikidata |
|        | coves del Convent       | el Pont de Suert | cova         |         | 42° 23′ 19″ N, 0° 44′ 46″ E / 42.3886325468052°N,0.74603901524863°E  |           |                     | Modifica les dades a Wikidata |

## curs d'aigua
| imatge | Nom                    | Ubicat a                                                      | instància de | Detalls                                                    | coordenades                                                                                               | Protecció | Commons (més fotos) | Dades a WD                    |
| ------ | ---------------------- | ------------------------------------------------------------- | ------------ | ---------------------------------------------------------- | --- | --------- | ------------------- | ----------------------------- |
|        | Barranc de Malpàs      | el Pont de Suert                                              | curs d'aigua |                                                            | 42° 23′ 21″ N, 0° 45′ 08″ E / 42.3891°N,0.752179°E                                                        |           |                     | Modifica les dades a Wikidata |
|        | Barranc de Peranera    | el Pont de Suert                                              | curs d'aigua | Desemboca: Barranc de Malpàs Llarg: 4.5km                  | 42° 25′ 56″ N, 0° 48′ 56″ E / 42.432238°N,0.815444°E 42° 24′ 36″ N, 0° 47′ 57″ E / 42.410113°N,0.799278°E |           | Barranc de Peranera | Modifica les dades a Wikidata |
|        | Barranc de Raons       | el Pont de Suert                                              | curs d'aigua | Desemboca: Noguera Ribagorçana Llarg: 4.5km                | 42° 25′ 03″ N, 0° 46′ 28″ E / 42.417451°N,0.774401°E 42° 24′ 23″ N, 0° 44′ 21″ E / 42.406383°N,0.739277°E |           | Barranc de Raons    | Modifica les dades a Wikidata |
|        | Barranc de Sirès       | el Pont de Suert                                              | curs d'aigua | Desemboca: Noguera Ribagorçana                             | 42° 23′ 21″ N, 0° 45′ 08″ E / 42.3891°N,0.752179°E                                                        |           |                     | Modifica les dades a Wikidata |
|        | Barranc de Viu         | el Pont de Suert                                              | curs d'aigua | Desemboca: Riuet del Convent Llarg: 5.5km                  | 42° 21′ 44″ N, 0° 49′ 16″ E / 42.362359°N,0.821079°E 42° 23′ 38″ N, 0° 47′ 05″ E / 42.393789°N,0.784723°E |           | Barranc de Viu      | Modifica les dades a Wikidata |
|        | Barranc de la Torxida  | el Pont de Suert                                              | curs d'aigua | Desemboca: Barranc de Malpàs                               | 42° 23′ 21″ N, 0° 45′ 08″ E / 42.3891°N,0.752179°E                                                        |           |                     | Modifica les dades a Wikidata |
|        | Barranc de les Casetes | Sopeira el Pont de Suert                                      | curs d'aigua | Desemboca: Noguera Ribagorçana                             | 42° 22′ 14″ N, 0° 43′ 39″ E / 42.370555°N,0.727382°E                                                      |           |                     | Modifica les dades a Wikidata |
|        | Noguera Ribagorçana    | Vall d'Aran Alta Ribagorça Pallars Jussà Noguera Segrià Aragó | curs d'aigua | Desemboca: Segre Llarg: 133km                              | 42° 37′ 36″ N, 0° 42′ 21″ E / 42.6267°N,0.7058°E 41° 40′ 29″ N, 0° 42′ 22″ E / 41.6747°N,0.7061°E         |           | Noguera Ribagorçana | Modifica les dades a Wikidata |
|        | Noguera de Tor         | la Vall de Boí el Pont de Suert                               | curs d'aigua | Desemboca: Noguera Ribagorçana Llarg: 24km Conca: 239.9km² | 42° 35′ 07″ N, 0° 51′ 14″ E / 42.585169°N,0.853879°E 42° 25′ 07″ N, 0° 44′ 02″ E / 42.418581°N,0.733754°E |           | Noguera de Tor      | Modifica les dades a Wikidata |
|        | Riuet del Convent      | el Pont de Suert                                              | curs d'aigua | Desemboca: Noguera Ribagorçana Llarg: 4km                  | 42° 23′ 21″ N, 0° 45′ 08″ E / 42.3891°N,0.752179°E                                                        |           |                     | Modifica les dades a Wikidata |
|        | barranc d'Adons        | el Pont de Suert                                              | curs d'aigua | Desemboca: Barranc de Viu Llarg: 3km                       | 42° 21′ 44″ N, 0° 49′ 16″ E / 42.3623°N,0.821117°E                                                        |           |                     | Modifica les dades a Wikidata |
|        | barranc d'Ardia        | Sarroca de Bellera el Pont de Suert                           | curs d'aigua | Desemboca: riu de les Esglésies Llarg: 2.5km               | 42° 22′ 07″ N, 0° 50′ 49″ E / 42.368548°N,0.84685°E 42° 22′ 06″ N, 0° 51′ 54″ E / 42.36839°N,0.86509°E    |           | Barranc d'Ardia     | Modifica les dades a Wikidata |
|        | barranc de Perves      | Sarroca de Bellera el Pont de Suert                           | curs d'aigua | Desemboca: riu Bòssia Llarg: 2km                           | 42° 21′ 39″ N, 0° 51′ 07″ E / 42.36088°N,0.851906°E 42° 21′ 53″ N, 0° 52′ 05″ E / 42.364809°N,0.867965°E  |           | Barranc de Perves   | Modifica les dades a Wikidata |

## edifici
| imatge | Nom                                    | Ubicat a         | instància de                | Detalls                                  | coordenades                                                                  | Protecció                                  | Commons (més fotos)             | Dades a WD                    |
| ------ | -------------------------------------- | ---------------- | --------------------------- | ---------------------------------------- | ---------------------------------------------------------------------------- | ------------------------------------------ | ------------------------------- | ----------------------------- |
|        | Antiga Colònia ENHER                   | el Pont de Suert | edifici                     | Estil: noucentisme                       | 42° 24′ 39″ N, 0° 44′ 24″ E / 42.410897°N,0.740021°E                         | bé integrant del patrimoni cultural català |                                 | Modifica les dades a Wikidata |
|        | Cisterna de Casa Quartal               | el Pont de Suert | edifici                     | Estil: arquitectura popular              |                                                                              | bé cultural d'interès local                |                                 | Modifica les dades a Wikidata |
|        | Consell Comarcal de l'Alta Ribagorça   | el Pont de Suert | edifici                     |                                          | 42° 24′ 42″ N, 0° 44′ 25″ E / 42.4117278907897°N,0.740375145563827°E         |                                            |                                 | Modifica les dades a Wikidata |
|        | Molí d'Aigua del Barranc de la Torxida | el Pont de Suert | edifici                     | Estil: arquitectura popular              |                                                                              | bé integrant del patrimoni cultural català |                                 | Modifica les dades a Wikidata |
|        | Trumfera del Coll de la Creu de Perves | el Pont de Suert | edifici                     |                                          |                                                                              | bé integrant del patrimoni cultural català |                                 | Modifica les dades a Wikidata |
|        | habitatge del Tossal Rostides          | el Pont de Suert | edifici edifici residencial |                                          | 42° 27′ 59″ N, 0° 47′ 22″ E / 42.4664°N,0.789453°E                           |                                            |                                 | Modifica les dades a Wikidata |
|        | palau Abacial del Pont de Suert        | el Pont de Suert | edifici Ús: arxiu comarcal  | Estil: arquitectura popular 16th century | 42° 24′ 25″ N, 0° 44′ 23″ E / 42.407053°N,0.739663°E ca:C. del Pont 836 msnm | bé cultural d'interès local                | Palau Abacial del Pont de Suert | Modifica les dades a Wikidata |

## embassament
| imatge | Nom                   | Ubicat a                                | instància de | Detalls                                              | coordenades                                                                      | Protecció | Commons (més fotos) | Dades a WD                    |
| ------ | --------------------- | --------------------------------------- | ------------ | ---------------------------------------------------- | -------------------------------------------------------------------------------- | --------- | ------------------- | ----------------------------- |
|        | Embassament d'Escales | província d'Osca Tremp el Pont de Suert | embassament  | Superfície: 400.3ha Volum: 157.84hm³ Conca: 731.2km² | 42° 20′ 23″ N, 0° 44′ 47″ E / 42.339730555555555°N,0.7463083333333334°E 821 msnm |           | Pantà d'Escales     | Modifica les dades a Wikidata |
|        | pantà de Llesp        | el Pont de Suert                        | embassament  | Superfície: 14ha Volum: 0.3hm³ Conca: 208km²         | 42° 26′ 52″ N, 0° 45′ 09″ E / 42.44775833°N,0.75255278°E 1082 msnm               |           |                     | Modifica les dades a Wikidata |

## entitat singular de població
| imatge | Nom                    | Ubicat a         | instància de                                    | Detalls  | coordenades                                                                                          | Protecció | Commons (més fotos)           | Dades a WD                    |
| ------ | ---------------------- | ---------------- | ----------------------------------------------- | -------- | --- | --------- | ----------------------------- | ----------------------------- |
|        | Abella d'Adons         | el Pont de Suert | entitat singular de població                    | 1 hab    | 42° 20′ 20″ N, 0° 49′ 06″ E / 42.338756°N,0.818314°E 1324.4 msnm                                     |           |                               | Modifica les dades a Wikidata |
|        | Adons                  | el Pont de Suert | entitat singular de població                    | 6 hab    | 42° 20′ 00″ N, 0° 49′ 44″ E / 42.333371°N,0.828792°E 1356.3 msnm                                     |           | Adons                         | Modifica les dades a Wikidata |
|        | Castellàs              | el Pont de Suert | entitat singular de població                    | 10 hab   | 42° 24′ 50″ N, 0° 48′ 33″ E / 42.413773°N,0.809225°E 1217.4 msnm                                     |           | Castellàs (el Pont de Suert)  | Modifica les dades a Wikidata |
|        | Castilló de Tor        | el Pont de Suert | entitat singular de població                    | 13 hab   | 42° 26′ 00″ N, 0° 44′ 28″ E / 42.433382°N,0.741194°E 954 msnm                                        |           | Castilló de Tor               | Modifica les dades a Wikidata |
|        | Casós                  | el Pont de Suert | entitat singular de població                    | 12 hab   | 42° 28′ 58″ N, 0° 44′ 01″ E / 42.482726°N,0.733646°E 1216.8 msnm                                     |           |                               | Modifica les dades a Wikidata |
|        | Corroncui              | el Pont de Suert | entitat singular de població                    | 14 hab   | 42° 20′ 06″ N, 0° 51′ 06″ E / 42.334917118982°N,0.851620088121°E 1167.7 msnm                         |           | Corroncui                     | Modifica les dades a Wikidata |
|        | Erillcastell           | el Pont de Suert | entitat singular de població despoblat medieval | 0 hab    | 42° 25′ 27″ N, 0° 48′ 07″ E / 42.424093°N,0.801907°E 1439.1 msnm                                     |           | Erillcastell                  | Modifica les dades a Wikidata |
|        | Erta                   | el Pont de Suert | entitat singular de població                    | 5 hab    | 42° 25′ 34″ N, 0° 50′ 36″ E / 42.426136°N,0.843322°E 1518.3 msnm                                     |           |                               | Modifica les dades a Wikidata |
|        | Esperan                | el Pont de Suert | entitat singular de població                    | 0 hab    | 42° 26′ 02″ N, 0° 47′ 30″ E / 42.433757°N,0.791668°E 1456.6 msnm                                     |           | Esperan                       | Modifica les dades a Wikidata |
|        | Gotarta                | el Pont de Suert | entitat singular de població                    | 25 hab   | 42° 25′ 17″ N, 0° 45′ 50″ E / 42.421521°N,0.763796°E 1191.9 msnm                                     |           | Gotarta                       | Modifica les dades a Wikidata |
|        | Igüerri                | el Pont de Suert | entitat singular de població                    | 8 hab    | 42° 25′ 49″ N, 0° 46′ 02″ E / 42.430239°N,0.767315°E 1336.5 msnm                                     |           | Igüerri                       | Modifica les dades a Wikidata |
|        | Iran                   | el Pont de Suert | entitat singular de població                    | 7 hab    | 42° 27′ 33″ N, 0° 46′ 49″ E / 42.459161111111°N,0.78036944444444°E 1280.4 msnm                       |           | Iran (Llesp)                  | Modifica les dades a Wikidata |
|        | Irgo                   | el Pont de Suert | entitat singular de població                    | 11 hab   | 42° 26′ 42″ N, 0° 46′ 20″ E / 42.444925°N,0.77235556°E 1400 msnm                                     |           | Irgo                          | Modifica les dades a Wikidata |
|        | Llesp                  | el Pont de Suert | entitat singular de població                    | 64 hab   | 42° 27′ 25″ N, 0° 45′ 33″ E / 42.45700833°N,0.75908056°E 989.3 msnm                                  |           | Llesp                         | Modifica les dades a Wikidata |
|        | Malpàs                 | el Pont de Suert | entitat singular de població                    | 42 hab   | 42° 24′ 30″ N, 0° 47′ 34″ E / 42.408325°N,0.79281389°E 1089.3 msnm                                   |           | Malpàs                        | Modifica les dades a Wikidata |
|        | Peranera               | el Pont de Suert | entitat singular de població                    | 2 hab    | 42° 25′ 18″ N, 0° 48′ 57″ E / 42.42159310177°N,0.81584521531416°E 1301.1 msnm                        |           | Peranera                      | Modifica les dades a Wikidata |
|        | Perves                 | el Pont de Suert | entitat singular de població                    | 4 hab    | 42° 21′ 44″ N, 0° 50′ 59″ E / 42.362207°N,0.849764°E 1198.1 msnm                                     |           | Perves                        | Modifica les dades a Wikidata |
|        | Pinyana                | el Pont de Suert | entitat singular de població                    | 3 hab    | 42° 19′ 48″ N, 0° 53′ 04″ E / 42.32999444°N,0.8844525°E 1163.7 msnm                                  |           | Pinyana                       | Modifica les dades a Wikidata |
|        | Sarroqueta de Barravés | el Pont de Suert | entitat singular de població                    | 14 hab   | 42° 26′ 36″ N, 0° 43′ 24″ E / 42.44327778°N,0.72335833°E 1102.5 msnm                                 |           | Sarroqueta                    | Modifica les dades a Wikidata |
|        | Ventolà                | el Pont de Suert | entitat singular de població                    | 5 hab    | 42° 24′ 05″ N, 0° 45′ 11″ E / 42.40133861°N,0.75295278°E ca:Crtra. des del Pont de Suert 1013.8 msnm |           | Ventolà (el Pont de Suert)    | Modifica les dades a Wikidata |
|        | Viu de Llevata         | el Pont de Suert | entitat singular de població                    | 20 hab   | 42° 22′ 10″ N, 0° 48′ 45″ E / 42.36949722°N,0.81255556°E 1240.4 msnm                                 |           | Viu de Llevata                | Modifica les dades a Wikidata |
|        | Viuet                  | el Pont de Suert | entitat singular de població despoblat          | 0 hab    | 42° 26′ 55″ N, 0° 42′ 55″ E / 42.448486111111°N,0.71533888888889°E 1080 msnm                         |           | Viuet                         | Modifica les dades a Wikidata |
|        | el Pont de Suert       | el Pont de Suert | entitat singular de població                    | 2132 hab | 42° 24′ 22″ N, 0° 44′ 28″ E / 42.4061002°N,0.74120957°E 838 msnm                                     |           |                               | Modifica les dades a Wikidata |
|        | la Beguda d'Adons      | el Pont de Suert | entitat singular de població                    | 5 hab    | 42° 20′ 03″ N, 0° 50′ 01″ E / 42.33417583°N,0.83362139°E 1245.4 msnm                                 |           |                               | Modifica les dades a Wikidata |
|        | les Bordes             | el Pont de Suert | entitat singular de població                    | 12 hab   | 42° 26′ 56″ N, 0° 42′ 37″ E / 42.448833333333°N,0.71013888888889°E 930.6 msnm                        |           | Les Bordes (el Pont de Suert) | Modifica les dades a Wikidata |

## església
| imatge | Nom                                      | Ubicat a                        | instància de      | Detalls                                                                                   | coordenades                                                                                 | Protecció                                            | Commons (més fotos)                          | Dades a WD                    |
| ------ | ---------------------------------------- | ------------------------------- | ----------------- | ----------------------------------------------------------------------------------------- | ------------------------------------------------------------------------------------------- | ---------------------------------------------------- | -------------------------------------------- | ----------------------------- |
|        | Assumpció de Maria del Pont de Suert     | el Pont de Suert                | església          | Estil: arquitectura popular                                                               | 42° 24′ 26″ N, 0° 44′ 24″ E / 42.4072°N,0.740003°E                                          | bé cultural d'interès local                          | Antiga Església Parroquial del Pont de Suert | Modifica les dades a Wikidata |
|        | Ermita de Santa Margarida                | Peranera el Pont de Suert       | església ermita   | Estil: arquitectura romànica                                                              | 42° 26′ 34″ N, 0° 49′ 24″ E / 42.44265833°N,0.82344722°E 1541.5 msnm                        | bé cultural d'interès local                          | Santa Margarida de Peranera                  | Modifica les dades a Wikidata |
|        | Mare de Déu de les Neus d'Irgo           | el Pont de Suert                | església          | Estil: arquitectura popular 18th century Anomenat per: Nostra Senyora de les Neus         | 42° 26′ 40″ N, 0° 46′ 17″ E / 42.444571°N,0.771294°E ca:Als afores d'Irgo 1387 msnm         | bé d'interès cultural bé cultural d'interès nacional | Santa Maria de les Neus d'Irgo               | Modifica les dades a Wikidata |
|        | Mare de Déu del Carme                    | el Pont de Suert                | església capella  |                                                                                           | 42° 24′ 14″ N, 0° 49′ 02″ E / 42.4039947782183°N,0.817155825908601°E                        |                                                      |                                              | Modifica les dades a Wikidata |
|        | Mare de Déu del Pilar                    | el Pont de Suert                | església          |                                                                                           | 42° 19′ 37″ N, 0° 51′ 58″ E / 42.3268387517252°N,0.866089774974081°E                        |                                                      |                                              | Modifica les dades a Wikidata |
|        | Mare de Déu del Remei                    | el Pont de Suert                | església capella  |                                                                                           | 42° 25′ 53″ N, 0° 44′ 33″ E / 42.4314627986651°N,0.742413371941254°E                        |                                                      |                                              | Modifica les dades a Wikidata |
|        | Sant Bartomeu d'Erta                     | Erta                            | església          | Estil: arquitectura romànica                                                              | 42° 25′ 33″ N, 0° 50′ 36″ E / 42.42592222°N,0.84344722°E 1518.3 msnm                        | bé cultural d'interès local                          |                                              | Modifica les dades a Wikidata |
|        | Sant Climent d'Iran                      | el Pont de Suert                | església          | Estil: arquitectura romànica 11st century                                                 | 42° 27′ 33″ N, 0° 46′ 48″ E / 42.459226°N,0.780125°E 1278 msnm                              | bé d'interès cultural bé cultural d'interès nacional | Sant Climent d'Iran                          | Modifica les dades a Wikidata |
|        | Sant Esteve d'Igüerri                    | Igüerri                         | església          | Estil: arquitectura romànica                                                              | 42° 25′ 48″ N, 0° 46′ 04″ E / 42.4301°N,0.767702°E 1393 msnm                                | bé cultural d'interès local                          | Sant Esteve d'Igüerri                        | Modifica les dades a Wikidata |
|        | Sant Esteve de Castilló de Tor           | Castilló de Tor                 | església          | Estil: arquitectura popular                                                               | 42° 26′ 00″ N, 0° 44′ 28″ E / 42.433341°N,0.741074°E                                        | bé integrant del patrimoni cultural català           | Sant Esteve de Castilló de Tor               | Modifica les dades a Wikidata |
|        | Sant Esteve de Raons                     | el Pont de Suert                | església          | Estil: arquitectura romànica                                                              | 42° 25′ 16″ N, 0° 46′ 47″ E / 42.42104722°N,0.7798°E 1104.1 msnm                            |                                                      |                                              | Modifica les dades a Wikidata |
|        | Sant Esteve de Ventolà                   | Ventolà                         | església          | Estil: arquitectura romànica arquitectura neoclàssica arquitectura popular                | 42° 24′ 05″ N, 0° 45′ 11″ E / 42.40146639°N,0.75303889°E 1015 msnm                          | bé cultural d'interès local                          | Sant Esteve de Ventolà                       | Modifica les dades a Wikidata |
|        | Sant Fruitós de Perves                   | Perves                          | església          | Estil: arquitectura popular arquitectura neoclàssica                                      | 42° 21′ 43″ N, 0° 51′ 04″ E / 42.3619°N,0.851017°E                                          | bé cultural d'interès local                          | Sant Fruitós de Perves                       | Modifica les dades a Wikidata |
|        | Sant Gil de Pinyana                      | Pinyana                         | església          |                                                                                           | 42° 19′ 48″ N, 0° 53′ 04″ E / 42.33°N,0.884453°E 1163.7 msnm                                | bé cultural d'interès local                          | Sant Gil de Pinyana                          | Modifica les dades a Wikidata |
|        | Sant Iscle i Santa Victòria de Gironella | el Pont de Suert                | església          | Estil: arquitectura romànica                                                              | 42° 23′ 46″ N, 0° 47′ 23″ E / 42.39602778°N,0.78961111°E 971 msnm                           | bé cultural d'interès local                          |                                              | Modifica les dades a Wikidata |
|        | Sant Joan                                | el Pont de Suert                | església          |                                                                                           | 42° 26′ 36″ N, 0° 43′ 26″ E / 42.4432877287864°N,0.723799365970649°E                        |                                                      |                                              | Modifica les dades a Wikidata |
|        | Sant Joan de l'Espluga de Viu            | el Pont de Suert                | església          |                                                                                           | 42° 22′ 34″ N, 0° 48′ 45″ E / 42.3761°N,0.8125°E 1273.5 msnm                                |                                                      |                                              | Modifica les dades a Wikidata |
|        | Sant Llorenç                             | el Pont de Suert                | església          |                                                                                           | 42° 23′ 08″ N, 0° 46′ 08″ E / 42.3856036048008°N,0.768887509754144°E                        |                                                      |                                              | Modifica les dades a Wikidata |
|        | Sant Martí de Castellars                 | Castellàs                       | església          | Estil: arquitectura neoclàssica arquitectura popular 18th century                         | 42° 24′ 51″ N, 0° 48′ 35″ E / 42.41415278°N,0.80965556°E                                    | bé cultural d'interès local                          | Sant Martí de Castellars                     | Modifica les dades a Wikidata |
|        | Sant Martí de Llesp                      | Llesp                           | església          | Estil: arquitectura romànica arquitectura neoclàssica                                     | 42° 27′ 24″ N, 0° 45′ 31″ E / 42.45671944°N,0.75865833°E                                    | bé cultural d'interès local                          | Sant Martí de Llesp                          | Modifica les dades a Wikidata |
|        | Sant Nicolau                             | el Pont de Suert                | església capella  |                                                                                           | 42° 18′ 32″ N, 0° 52′ 25″ E / 42.308833027469°N,0.873650389029527°E                         |                                                      |                                              | Modifica les dades a Wikidata |
|        | Sant Pelegrí de Pinyana                  | Pinyana                         | església          | Estil: arquitectura barroca                                                               | 42° 19′ 43″ N, 0° 53′ 09″ E / 42.328624°N,0.885809°E 1194 msnm                              |                                                      | Sant Pelegrí de Pinyana                      | Modifica les dades a Wikidata |
|        | Sant Pere Màrtir                         | el Pont de Suert                | església capella  |                                                                                           | 42° 25′ 53″ N, 0° 43′ 54″ E / 42.4313328918802°N,0.731732642779819°E                        |                                                      |                                              | Modifica les dades a Wikidata |
|        | Sant Pere de Malpàs                      | Malpàs                          | església          | Estil: arquitectura popular                                                               | 42° 24′ 31″ N, 0° 47′ 34″ E / 42.408498°N,0.792889°E                                        | bé integrant del patrimoni cultural català           |                                              | Modifica les dades a Wikidata |
|        | Sant Pere de Mas del Gras                | el Pont de Suert                | església capella  | Estil: arquitectura popular arquitectura neoclàssica                                      | 42° 20′ 58″ N, 0° 49′ 30″ E / 42.349523°N,0.825046°E                                        | bé integrant del patrimoni cultural català           |                                              | Modifica les dades a Wikidata |
|        | Sant Roc                                 | el Pont de Suert                | església          |                                                                                           | 42° 20′ 01″ N, 0° 49′ 42″ E / 42.3336775255889°N,0.828402065991347°E                        |                                                      |                                              | Modifica les dades a Wikidata |
|        | Sant Romà de Casós                       | el Pont de Suert                | església          | Estil: arquitectura romànica                                                              | 42° 28′ 58″ N, 0° 44′ 02″ E / 42.482725°N,0.73391417°E 1216.8 msnm                          | bé cultural d'interès local                          |                                              | Modifica les dades a Wikidata |
|        | Sant Romà de Massivert                   | el Pont de Suert                | església          | Estil: arquitectura romànica                                                              | 42° 23′ 57″ N, 0° 48′ 55″ E / 42.39916111°N,0.815175°E 1305.4 msnm                          | bé cultural d'interès local                          |                                              | Modifica les dades a Wikidata |
|        | Sant Salvador d'Irgo de Tor              | el Pont de Suert                | església          | Estil: arquitectura romànica 18th century                                                 | 42° 26′ 15″ N, 0° 46′ 09″ E / 42.43759444°N,0.76909222°E ca:Camí d'Igüerri a Irgo 1401 msnm | bé d'interès cultural bé cultural d'interès nacional | Sant Salvador d'Irgo                         | Modifica les dades a Wikidata |
|        | Sant Salvador de Sarroqueta              | Sarroqueta de Barravés          | església          |                                                                                           | 42° 27′ 04″ N, 0° 43′ 54″ E / 42.4511°N,0.731544°E ca:Al nord-est de Sarroqueta 1412 msnm   |                                                      |                                              | Modifica les dades a Wikidata |
|        | Sant Serni                               | el Pont de Suert                | església capella  |                                                                                           | 42° 24′ 51″ N, 0° 46′ 48″ E / 42.414113°N,0.780103°E                                        |                                                      |                                              | Modifica les dades a Wikidata |
|        | Sant Vicenç d'Adons                      | el Pont de Suert                | església          | Estil: arquitectura popular arquitectura neoclàssica                                      | 42° 20′ 00″ N, 0° 49′ 44″ E / 42.33342°N,0.828917°E Adons                                   | bé integrant del patrimoni cultural català           |                                              | Modifica les dades a Wikidata |
|        | Santa Cecília de Gotarta                 | el Pont de Suert Abella d'Adons | església          | Estil: arquitectura neoclàssica arquitectura popular                                      | 42° 25′ 18″ N, 0° 45′ 51″ E / 42.421801°N,0.764162°E                                        | bé integrant del patrimoni cultural català           |                                              | Modifica les dades a Wikidata |
|        | Santa Eulàlia de Peranera                | el Pont de Suert                | església          | Estil: arquitectura popular                                                               | 42° 25′ 17″ N, 0° 48′ 54″ E / 42.421332°N,0.814927°E                                        | bé cultural d'interès local                          |                                              | Modifica les dades a Wikidata |
|        | Santa Llúcia de Perves                   | el Pont de Suert                | església          | Estil: arquitectura popular                                                               | 42° 21′ 48″ N, 0° 50′ 56″ E / 42.363441°N,0.849002°E                                        | bé integrant del patrimoni cultural català           |                                              | Modifica les dades a Wikidata |
|        | Santa Llúcia de Viu de Llevata           | el Pont de Suert                | església          |                                                                                           | 42° 22′ 10″ N, 0° 48′ 43″ E / 42.369395°N,0.81201944°E 1238.2 msnm                          |                                                      |                                              | Modifica les dades a Wikidata |
|        | Santa Magdalena                          | el Pont de Suert                | església capella  |                                                                                           | 42° 20′ 07″ N, 0° 50′ 51″ E / 42.3354045070165°N,0.84738692714001°E                         |                                                      |                                              | Modifica les dades a Wikidata |
|        | Santa Maria d'Erillcastell               | Erillcastell                    | església          | Estil: arquitectura romànica arquitectura popular                                         | 42° 25′ 27″ N, 0° 48′ 06″ E / 42.42428056°N,0.80167694°E 1439.1 msnm                        | bé cultural d'interès local                          | Santa Maria d'Erillcastell                   | Modifica les dades a Wikidata |
|        | Santa Maria de Corroncui I               | Corroncui                       | església          | Estil: arquitectura popular arquitectura romànica                                         | 42° 20′ 02″ N, 0° 51′ 09″ E / 42.333815°N,0.852366°E 1300 msnm                              | bé cultural d'interès local                          | Santa Maria de Corroncui                     | Modifica les dades a Wikidata |
|        | Santa Maria de Corroncui II              | Corroncui                       | església          | Estil: arquitectura romànica                                                              | 42° 20′ 01″ N, 0° 51′ 07″ E / 42.33360306°N,0.85194361°E 1276.5 msnm                        |                                                      |                                              | Modifica les dades a Wikidata |
|        | Santa Maria de Lavaix                    | el Pont de Suert                | església monestir | Estil: arquitectura romànica                                                              | 42° 23′ 18″ N, 0° 44′ 52″ E / 42.38833333°N,0.74777778°E 820 msnm                           | bé cultural d'interès local                          | Santa Maria de Lavaix                        | Modifica les dades a Wikidata |
|        | Santa Maria de Sarroqueta                | Sarroqueta de Barravés          | església          | Estil: arquitectura romànica art preromànic                                               | 42° 26′ 31″ N, 0° 43′ 41″ E / 42.442062°N,0.72807°E                                         | bé cultural d'interès local                          | Santa Maria de Sarroqueta                    | Modifica les dades a Wikidata |
|        | Santa Maria de Viu de Llevata            | el Pont de Suert                | església          | Estil: arquitectura romànica                                                              | 42° 22′ 10″ N, 0° 48′ 45″ E / 42.369462°N,0.812408°E 1240 msnm                              | bé d'interès cultural bé cultural d'interès nacional | Santa Maria de Viu de Llevata                | Modifica les dades a Wikidata |
|        | capella de la Guineu                     | el Pont de Suert                | església capella  |                                                                                           | 42° 23′ 15″ N, 0° 45′ 44″ E / 42.387363243932°N,0.762143863055556°E                         |                                                      |                                              | Modifica les dades a Wikidata |
|        | capella del Pla del Tor                  | el Pont de Suert                | església capella  |                                                                                           | 42° 25′ 38″ N, 0° 43′ 52″ E / 42.4271157252457°N,0.731143279320216°E                        |                                                      |                                              | Modifica les dades a Wikidata |
|        | església Nova del Pont de Suert          | el Pont de Suert                | església          | Arquitecte: Eduardo Torroja Miret                                                         | 42° 24′ 33″ N, 0° 44′ 27″ E / 42.409052777778°N,0.74087222222222°E 851 msnm                 | bé cultural d'interès local                          | Santa Maria del Pont de Suert                | Modifica les dades a Wikidata |
|        | església de Sant Sadurní d'Esperan       | el Pont de Suert                | església          | Estil: arquitectura romànica Anomenat per: Sadurní de Tolosa Dedicat a: Sadurní de Tolosa | 42° 26′ 04″ N, 0° 47′ 30″ E / 42.43438861°N,0.79175556°E 1466 msnm                          | bé cultural d'interès local                          | Sant Sadurní d'Esperan                       | Modifica les dades a Wikidata |
|        | església de Sueix                        | el Pont de Suert                | església          | Estil: arquitectura romànica                                                              | 42° 24′ 48″ N, 0° 44′ 47″ E / 42.4134°N,0.746272°E 1035.3 msnm                              |                                                      |                                              | Modifica les dades a Wikidata |
|        | església de Vilba                        | el Pont de Suert                | església          | Estil: arquitectura romànica                                                              | 42° 23′ 07″ N, 0° 47′ 12″ E / 42.3853°N,0.786803°E 1176.1 msnm                              |                                                      |                                              | Modifica les dades a Wikidata |

## font
| imatge | Nom                   | Ubicat a         | instància de | Detalls                         | coordenades                                                          | Protecció                                  | Commons (més fotos) | Dades a WD                    |
| ------ | --------------------- | ---------------- | ------------ | ------------------------------- | -------------------------------------------------------------------- | ------------------------------------------ | ------------------- | ----------------------------- |
|        | Font                  | el Pont de Suert | font         | Estil: arquitectura neoclàssica | 42° 22′ 09″ N, 0° 48′ 50″ E / 42.369187°N,0.813971°E                 | bé integrant del patrimoni cultural català |                     | Modifica les dades a Wikidata |
|        | Fontcalent            | el Pont de Suert | font         |                                 | 42° 19′ 48″ N, 0° 49′ 35″ E / 42.3299370195596°N,0.826302590603694°E |                                            |                     | Modifica les dades a Wikidata |
|        | font d'Aguilar        | el Pont de Suert | font         |                                 | 42° 24′ 13″ N, 0° 50′ 03″ E / 42.4036407940245°N,0.834094469322214°E |                                            |                     | Modifica les dades a Wikidata |
|        | font de Canarilles    | el Pont de Suert | font         |                                 | 42° 26′ 58″ N, 0° 46′ 14″ E / 42.4493853540629°N,0.770563998611718°E |                                            |                     | Modifica les dades a Wikidata |
|        | font de Fontcalent    | el Pont de Suert | font         |                                 | 42° 21′ 19″ N, 0° 49′ 59″ E / 42.3553897226024°N,0.833154546261295°E |                                            |                     | Modifica les dades a Wikidata |
|        | font de Milves        | el Pont de Suert | font         |                                 | 42° 23′ 02″ N, 0° 47′ 20″ E / 42.3839814709914°N,0.788805620894744°E |                                            |                     | Modifica les dades a Wikidata |
|        | font de la Comella    | el Pont de Suert | font         |                                 | 42° 25′ 43″ N, 0° 48′ 23″ E / 42.4287094937605°N,0.806512654672985°E |                                            |                     | Modifica les dades a Wikidata |
|        | font de la Costa      | el Pont de Suert | font         |                                 | 42° 26′ 52″ N, 0° 49′ 20″ E / 42.447830005023°N,0.82222918410098°E   |                                            |                     | Modifica les dades a Wikidata |
|        | font de les Planelles | el Pont de Suert | font         |                                 | 42° 25′ 40″ N, 0° 50′ 45″ E / 42.4277829870459°N,0.845965862659579°E |                                            |                     | Modifica les dades a Wikidata |
|        | font del Fai          | el Pont de Suert | font         |                                 | 42° 19′ 38″ N, 0° 47′ 32″ E / 42.3273421996145°N,0.792344718850856°E |                                            |                     | Modifica les dades a Wikidata |
|        | font del Tou          | el Pont de Suert | font         |                                 | 42° 26′ 00″ N, 0° 46′ 36″ E / 42.4334443522858°N,0.77653228324204°E  |                                            |                     | Modifica les dades a Wikidata |

## granja
| imatge | Nom              | Ubicat a         | instància de | Detalls | coordenades                                                          | Protecció | Commons (més fotos) | Dades a WD                    |
| ------ | ---------------- | ---------------- | ------------ | ------- | -------------------------------------------------------------------- | --------- | ------------------- | ----------------------------- |
|        | Granja d'Escoll  | el Pont de Suert | granja       |         | 42° 25′ 42″ N, 0° 46′ 04″ E / 42.4283407096445°N,0.76783371769045°E  |           |                     | Modifica les dades a Wikidata |
|        | Granja d'Espana  | el Pont de Suert | granja       |         | 42° 26′ 12″ N, 0° 42′ 54″ E / 42.4365829229112°N,0.71496064411771°E  |           |                     | Modifica les dades a Wikidata |
|        | Granja de Casal  | el Pont de Suert | granja       |         | 42° 25′ 42″ N, 0° 45′ 53″ E / 42.4283539726069°N,0.764818620338315°E |           |                     | Modifica les dades a Wikidata |
|        | Granja de Ferrer | el Pont de Suert | granja       |         | 42° 27′ 17″ N, 0° 45′ 20″ E / 42.4547094071234°N,0.75544154675533°E  |           |                     | Modifica les dades a Wikidata |
|        | Granja de Prades | el Pont de Suert | granja       |         | 42° 26′ 22″ N, 0° 42′ 52″ E / 42.439424227525°N,0.71431616188274°E   |           |                     | Modifica les dades a Wikidata |

## masia
| imatge | Nom                            | Ubicat a         | instància de                   | Detalls                                                  | coordenades                                                          | Protecció                                  | Commons (més fotos) | Dades a WD                    |
| ------ | ------------------------------ | ---------------- | ------------------------------ | -------------------------------------------------------- | -------------------------------------------------------------------- | ------------------------------------------ | ------------------- | ----------------------------- |
|        | Ca de Batista                  | el Pont de Suert | masia                          |                                                          | 42° 19′ 58″ N, 0° 50′ 00″ E / 42.3327784694991°N,0.833239399848371°E |                                            |                     | Modifica les dades a Wikidata |
|        | Ca de Quim                     | el Pont de Suert | masia                          |                                                          | 42° 19′ 48″ N, 0° 52′ 42″ E / 42.3299643769126°N,0.878254425918892°E |                                            |                     | Modifica les dades a Wikidata |
|        | Casa Farrer                    | el Pont de Suert | masia                          |                                                          | 42° 22′ 08″ N, 0° 48′ 37″ E / 42.369023355044°N,0.810376673400804°E  |                                            |                     | Modifica les dades a Wikidata |
|        | Casa Gironella (Pont de Suert) | el Pont de Suert | masia                          |                                                          | 42° 23′ 40″ N, 0° 47′ 24″ E / 42.3943142860697°N,0.789924955044827°E |                                            |                     | Modifica les dades a Wikidata |
|        | Casa Gironi                    | el Pont de Suert | masia                          |                                                          | 42° 24′ 27″ N, 0° 44′ 01″ E / 42.4074698880359°N,0.733613736567188°E |                                            |                     | Modifica les dades a Wikidata |
|        | Casa Guillem                   | el Pont de Suert | masia                          |                                                          | 42° 20′ 05″ N, 0° 51′ 20″ E / 42.3348271946388°N,0.855502510148313°E |                                            |                     | Modifica les dades a Wikidata |
|        | Casa Martí                     | el Pont de Suert | masia                          |                                                          | 42° 26′ 02″ N, 0° 47′ 29″ E / 42.4340133721565°N,0.791496235784628°E |                                            |                     | Modifica les dades a Wikidata |
|        | Casa Palillo                   | el Pont de Suert | masia                          |                                                          | 42° 24′ 27″ N, 0° 44′ 17″ E / 42.4073857704563°N,0.738015671765989°E |                                            |                     | Modifica les dades a Wikidata |
|        | Casa Pei                       | el Pont de Suert | masia                          |                                                          | 42° 26′ 01″ N, 0° 47′ 31″ E / 42.4335699643258°N,0.791852201330698°E |                                            |                     | Modifica les dades a Wikidata |
|        | Casa Sala                      | el Pont de Suert | masia                          |                                                          | 42° 24′ 42″ N, 0° 47′ 30″ E / 42.411721742646°N,0.791792739832967°E  |                                            |                     | Modifica les dades a Wikidata |
|        | Casa Servent                   | el Pont de Suert | masia                          |                                                          | 42° 24′ 52″ N, 0° 48′ 32″ E / 42.4143654058576°N,0.808945161609593°E |                                            |                     | Modifica les dades a Wikidata |
|        | Casa d'Anselles                | el Pont de Suert | masia                          |                                                          | 42° 22′ 14″ N, 0° 48′ 34″ E / 42.3704712529282°N,0.809330503520057°E |                                            |                     | Modifica les dades a Wikidata |
|        | Casa de Pui                    | el Pont de Suert | masia                          |                                                          | 42° 24′ 50″ N, 0° 48′ 31″ E / 42.4138258467061°N,0.808514291882322°E |                                            |                     | Modifica les dades a Wikidata |
|        | Casa de la Mola                | el Pont de Suert | masia                          |                                                          | 42° 22′ 09″ N, 0° 49′ 24″ E / 42.3692172022194°N,0.823388694805697°E |                                            |                     | Modifica les dades a Wikidata |
|        | Casa del Teixidor              | el Pont de Suert | masia                          |                                                          | 42° 21′ 58″ N, 0° 48′ 57″ E / 42.3661351031494°N,0.815698844757189°E |                                            |                     | Modifica les dades a Wikidata |
|        | Casa del Tono                  | el Pont de Suert | masia                          |                                                          | 42° 20′ 20″ N, 0° 49′ 34″ E / 42.338936580905°N,0.82599250385093°E   |                                            |                     | Modifica les dades a Wikidata |
|        | Casa la Roia                   | el Pont de Suert | masia                          |                                                          | 42° 24′ 49″ N, 0° 48′ 30″ E / 42.4135590562841°N,0.808219761607554°E |                                            |                     | Modifica les dades a Wikidata |
|        | Hostalet de Massivert          | el Pont de Suert | masia                          |                                                          | 42° 24′ 14″ N, 0° 49′ 04″ E / 42.4038967300423°N,0.81768172204242°E  |                                            |                     | Modifica les dades a Wikidata |
|        | Mas del Gras                   | el Pont de Suert | masia                          | Estil: arquitectura popular Estat: enderrocat o destruït | 42° 20′ 59″ N, 0° 49′ 30″ E / 42.349664°N,0.825108°E                 | bé integrant del patrimoni cultural català |                     | Modifica les dades a Wikidata |
|        | Mola de Jordi                  | el Pont de Suert | masia                          |                                                          | 42° 20′ 33″ N, 0° 50′ 00″ E / 42.3423979290071°N,0.833321714233567°E |                                            |                     | Modifica les dades a Wikidata |
|        | el Grilló                      | el Pont de Suert | masia                          |                                                          | 42° 26′ 28″ N, 0° 45′ 31″ E / 42.4412283629943°N,0.758658630704104°E |                                            |                     | Modifica les dades a Wikidata |
|        | el Tossal                      | el Pont de Suert | masia                          |                                                          | 42° 19′ 49″ N, 0° 51′ 13″ E / 42.3301917328553°N,0.853706013985397°E |                                            |                     | Modifica les dades a Wikidata |
|        | la Quadra de Marquet           | el Pont de Suert | masia antic municipi d'Espanya |                                                          | 42° 25′ 19″ N, 0° 44′ 04″ E / 42.4219945892497°N,0.734476039335078°E |                                            |                     | Modifica les dades a Wikidata |

## molí d'aigua
| imatge | Nom         | Ubicat a         | instància de | Detalls | coordenades                                                          | Protecció | Commons (més fotos) | Dades a WD                    |
| ------ | ----------- | ---------------- | ------------ | ------- | -------------------------------------------------------------------- | --------- | ------------------- | ----------------------------- |
|        | Milves      | el Pont de Suert | molí d'aigua |         | 42° 23′ 06″ N, 0° 47′ 11″ E / 42.3851077935895°N,0.786506658200839°E |           |                     | Modifica les dades a Wikidata |
|        | Molí de Viu | el Pont de Suert | molí d'aigua |         | 42° 22′ 08″ N, 0° 49′ 24″ E / 42.3688535309262°N,0.823206947517072°E |           |                     | Modifica les dades a Wikidata |
|        | la Mola     | el Pont de Suert | molí d'aigua |         | 42° 24′ 11″ N, 0° 49′ 05″ E / 42.4031770209707°N,0.818192713618701°E |           |                     | Modifica les dades a Wikidata |

## muntanya
| imatge | Nom                                     | Ubicat a                                 | instància de | Detalls | coordenades                                                              | Protecció | Commons (més fotos)            | Dades a WD                    |
| ------ | --------------------------------------- | ---------------------------------------- | ------------ | ------- | ------------------------------------------------------------------------ | --------- | ------------------------------ | ----------------------------- |
|        | Lo Faro                                 | el Pont de Suert                         | muntanya     |         | 42° 23′ 36″ N, 0° 49′ 12″ E / 42.39328889°N,0.8199°E 1455.6 msnm         |           |                                | Modifica les dades a Wikidata |
|        | Montanyeta de Llastarri                 | Tremp el Pont de Suert                   | muntanya     |         | 42° 19′ 17″ N, 0° 47′ 24″ E / 42.32133333°N,0.79005556°E                 |           |                                | Modifica les dades a Wikidata |
|        | Pala del Teller                         | Tremp el Pont de Suert                   | muntanya     |         | 42° 19′ 01″ N, 0° 48′ 34″ E / 42.3168553491°N,0.809481028197°E 1889 msnm |           | Pala del Teller                | Modifica les dades a Wikidata |
|        | Pic de la Pala Ginebrell                | el Pont de Suert                         | muntanya     |         | 42° 28′ 34″ N, 0° 51′ 34″ E / 42.47608889°N,0.85942222°E 2323.6 msnm     |           |                                | Modifica les dades a Wikidata |
|        | Roca Roia                               | Tremp el Pont de Suert                   | muntanya     |         | 42° 21′ 55″ N, 0° 45′ 38″ E / 42.36517778°N,0.76054167°E 1230 msnm       |           |                                | Modifica les dades a Wikidata |
|        | Roca de Conques                         | el Pont de Suert                         | muntanya     |         | 42° 26′ 26″ N, 0° 48′ 19″ E / 42.44067222°N,0.80531111°E 1982.8 msnm     |           |                                | Modifica les dades a Wikidata |
|        | Roca de Corona                          | el Pont de Suert                         | muntanya     |         | 42° 26′ 52″ N, 0° 50′ 17″ E / 42.4479°N,0.838008°E 2028.9 msnm           |           |                                | Modifica les dades a Wikidata |
|        | Roca de Sant Gervàs                     | Tremp el Pont de Suert                   | muntanya     |         | 42° 18′ 56″ N, 0° 48′ 48″ E / 42.3155°N,0.813333°E 1800 msnm             |           |                                | Modifica les dades a Wikidata |
|        | Roca de l'Obac                          | el Pont de Suert                         | muntanya     |         | 42° 21′ 34″ N, 0° 49′ 18″ E / 42.3595°N,0.821686°E 1228.9 msnm           |           |                                | Modifica les dades a Wikidata |
|        | Roca de la Mel                          | el Pont de Suert                         | muntanya     |         | 42° 23′ 21″ N, 0° 46′ 04″ E / 42.3891°N,0.767793°E 1292.5 msnm           |           |                                | Modifica les dades a Wikidata |
|        | Roca de la Savina                       | el Pont de Suert                         | muntanya     |         | 42° 23′ 21″ N, 0° 46′ 15″ E / 42.38915°N,0.77080278°E 1337.8 msnm        |           |                                | Modifica les dades a Wikidata |
|        | Serradet de les Comes                   | el Pont de Suert                         | muntanya     |         | 42° 23′ 34″ N, 0° 48′ 01″ E / 42.39272778°N,0.80016333°E 1377.4 msnm     |           |                                | Modifica les dades a Wikidata |
|        | Serrat de Broculús                      | el Pont de Suert                         | muntanya     |         | 42° 21′ 20″ N, 0° 49′ 41″ E / 42.35565278°N,0.82814722°E 1327.4 msnm     |           |                                | Modifica les dades a Wikidata |
|        | Serrat de la Planella                   | el Pont de Suert                         | muntanya     |         | 42° 19′ 26″ N, 0° 52′ 17″ E / 42.32400833°N,0.87133333°E 1204.5 msnm     |           |                                | Modifica les dades a Wikidata |
|        | Tossal Gros                             | Tremp el Pont de Suert                   | muntanya     |         | 42° 19′ 59″ N, 0° 46′ 16″ E / 42.333077°N,0.7711°E 1546 1546.2 msnm      |           | Tossal Gros (Espluga de Serra) | Modifica les dades a Wikidata |
|        | Tossal Roi                              | el Pont de Suert                         | muntanya     |         | 42° 25′ 20″ N, 0° 44′ 44″ E / 42.4223°N,0.745483°E 1127.8 msnm           |           |                                | Modifica les dades a Wikidata |
|        | Tossal de Cabosi                        | el Pont de Suert                         | muntanya     |         | 42° 21′ 59″ N, 0° 45′ 43″ E / 42.36626389°N,0.76202778°E 1316.8 msnm     |           |                                | Modifica les dades a Wikidata |
|        | Tossal de Codó                          | Sarroca de Bellera el Pont de Suert      | muntanya     |         | 42° 25′ 29″ N, 0° 49′ 45″ E / 42.4247°N,0.829064°E 1754.1 msnm           |           |                                | Modifica les dades a Wikidata |
|        | Tossal de Costa Ruera                   | el Pont de Suert                         | muntanya     |         | 42° 26′ 21″ N, 0° 45′ 14″ E / 42.4392°N,0.754019°E 1201.1 msnm           |           |                                | Modifica les dades a Wikidata |
|        | Tossal de Plana Ballestera              | el Pont de Suert                         | muntanya     |         | 42° 24′ 07″ N, 0° 48′ 18″ E / 42.402°N,0.805031°E 1383.7 msnm            |           |                                | Modifica les dades a Wikidata |
|        | Tossal de Pollerini                     | el Pont de Suert                         | muntanya     |         | 42° 25′ 18″ N, 0° 47′ 51″ E / 42.4216°N,0.797406°E 1444.7 msnm           |           |                                | Modifica les dades a Wikidata |
|        | Tossal de Sant Cristol                  | el Pont de Suert                         | muntanya     |         | 42° 27′ 24″ N, 0° 45′ 58″ E / 42.4568°N,0.766181°E 1126.2 msnm           |           |                                | Modifica les dades a Wikidata |
|        | Tossal de Sant Roc                      | el Pont de Suert                         | muntanya     |         | 42° 20′ 19″ N, 0° 48′ 08″ E / 42.3385°N,0.802222°E 1588.3 msnm           |           |                                | Modifica les dades a Wikidata |
|        | Tossal de Sant Romà                     | el Pont de Suert                         | muntanya     |         | 42° 21′ 38″ N, 0° 50′ 23″ E / 42.36046389°N,0.83981111°E 1372.6 msnm     |           |                                | Modifica les dades a Wikidata |
|        | Tossal de Sant Serni                    | el Pont de Suert                         | muntanya     |         | 42° 24′ 47″ N, 0° 46′ 16″ E / 42.41309444°N,0.77109167°E 1192.3 msnm     |           |                                | Modifica les dades a Wikidata |
|        | Tossal de Sarviscué                     | Sarroca de Bellera el Pont de Suert      | muntanya     |         | 42° 25′ 54″ N, 0° 51′ 49″ E / 42.43159444°N,0.86373333°E 2057.3 msnm     |           |                                | Modifica les dades a Wikidata |
|        | Tossal de Sentúcia                      | el Pont de Suert Vilaller                | muntanya     |         | 42° 28′ 29″ N, 0° 44′ 45″ E / 42.47464167°N,0.74570556°E 1710.4 msnm     |           |                                | Modifica les dades a Wikidata |
|        | Tossal de Viuet                         | el Pont de Suert Vilaller                | muntanya     |         | 42° 27′ 16″ N, 0° 43′ 12″ E / 42.4545°N,0.719919°E 1301.9 msnm           |           |                                | Modifica les dades a Wikidata |
|        | Tossal de la Costera                    | el Pont de Suert                         | muntanya     |         | 42° 24′ 31″ N, 0° 48′ 58″ E / 42.4085°N,0.816019°E 1403.4 msnm           |           |                                | Modifica les dades a Wikidata |
|        | Tossal de la Montcada                   | el Pont de Suert                         | muntanya     |         | 42° 22′ 57″ N, 0° 48′ 28″ E / 42.38258611°N,0.80767778°E 1398.8 msnm     |           |                                | Modifica les dades a Wikidata |
|        | Tossal de la Pleta dels Alls            | el Pont de Suert                         | muntanya     |         | 42° 26′ 19″ N, 0° 50′ 16″ E / 42.43871111°N,0.83785278°E 2021.7 msnm     |           |                                | Modifica les dades a Wikidata |
|        | Tossal de la Tartera                    | el Pont de Suert                         | muntanya     |         | 42° 26′ 28″ N, 0° 47′ 09″ E / 42.44104167°N,0.78570694°E 1864.6 msnm     |           |                                | Modifica les dades a Wikidata |
|        | Tossal de les Roques Collades           | el Pont de Suert                         | muntanya     |         | 42° 24′ 59″ N, 0° 44′ 27″ E / 42.416425°N,0.74078611°E 1016.7 msnm       |           |                                | Modifica les dades a Wikidata |
|        | Tossal del Clotet                       | Sarroca de Bellera el Pont de Suert      | muntanya     |         | 42° 26′ 24″ N, 0° 52′ 13″ E / 42.44006944°N,0.87034167°E 2385 msnm       |           |                                | Modifica les dades a Wikidata |
|        | Turó de la Guàrdia                      | Tremp el Pont de Suert                   | muntanya     |         | 42° 18′ 35″ N, 0° 51′ 30″ E / 42.30978056°N,0.85822778°E 1582.4 msnm     |           |                                | Modifica les dades a Wikidata |
|        | aflorament d'ignimbrites d'Erillcastell | el Pont de Suert                         | muntanya     |         | 42° 25′ 26″ N, 0° 48′ 06″ E / 42.424023°N,0.801653°E                     |           |                                | Modifica les dades a Wikidata |
|        | cap dels Vedats d'Erta                  | la Vall de Boí el Pont de Suert          | muntanya     |         | 42° 27′ 15″ N, 0° 51′ 11″ E / 42.45409722°N,0.85295556°E 2632 msnm       |           | Cap dels Vedats d'Erta         | Modifica les dades a Wikidata |
|        | el Corronco                             | el Pont de Suert la Vall de Boí          | muntanya     |         | 42° 27′ 44″ N, 0° 49′ 43″ E / 42.4621240806°N,0.828503168114°E 2543 msnm |           | Lo Corronco                    | Modifica les dades a Wikidata |
|        | el Tuc                                  | el Pont de Suert                         | muntanya     |         | 42° 26′ 48″ N, 0° 48′ 14″ E / 42.44664722°N,0.80400278°E 2058.8 msnm     |           |                                | Modifica les dades a Wikidata |
|        | els Caubos                              | el Pont de Suert                         | muntanya     |         | 42° 20′ 36″ N, 0° 48′ 02″ E / 42.3433°N,0.800662°E 1599.6 msnm           |           |                                | Modifica les dades a Wikidata |
|        | l'Avedoga d'Adons                       | Tremp el Pont de Suert                   | muntanya     |         | 42° 18′ 51″ N, 0° 50′ 18″ E / 42.314116°N,0.838204°E 1839 msnm           |           | L'Avedoga d'Adons              | Modifica les dades a Wikidata |
|        | la Capcera                              | Senterada Conca de Dalt el Pont de Suert | muntanya     |         | 42° 18′ 18″ N, 0° 53′ 11″ E / 42.30509722°N,0.88651667°E 1696 msnm       |           |                                | Modifica les dades a Wikidata |
|        | la Faiada de Malpàs                     | Tremp el Pont de Suert                   | muntanya     |         | 42° 22′ 30″ N, 0° 46′ 30″ E / 42.3750354872°N,0.77512806113°E 1699 msnm  |           | La Faiada de Malpàs            | Modifica les dades a Wikidata |
|        | les Dos Roques                          | el Pont de Suert                         | muntanya     |         | 42° 24′ 49″ N, 0° 44′ 47″ E / 42.413509°N,0.746309°E 1035.3 msnm         |           |                                | Modifica les dades a Wikidata |

## nucli de població
| imatge | Nom                       | Ubicat a         | instància de      | Detalls | coordenades                                                                   | Protecció | Commons (més fotos)      | Dades a WD                    |
| ------ | ------------------------- | ---------------- | ----------------- | ------- | ----------------------------------------------------------------------------- | --------- | ------------------------ | ----------------------------- |
|        | Casòs                     | el Pont de Suert | nucli de població | 11 hab  | 42° 22′ 57″ N, 0° 45′ 28″ E / 42.382509°N,0.757674°E 1143.6 msnm              |           |                          | Modifica les dades a Wikidata |
|        | Gironella (Malpàs)        | el Pont de Suert | nucli de població |         | 42° 23′ 40″ N, 0° 47′ 23″ E / 42.394402777778°N,0.78968055555556°E 989.6 msnm |           |                          | Modifica les dades a Wikidata |
|        | Massivert                 | el Pont de Suert | nucli de població |         | 42° 23′ 58″ N, 0° 48′ 56″ E / 42.399368°N,0.81557°E 1305.4 msnm               |           |                          | Modifica les dades a Wikidata |
|        | Montiberri                | el Pont de Suert | nucli de població |         | 42° 23′ 08″ N, 0° 46′ 07″ E / 42.38547583°N,0.76867417°E 1131.5 msnm          |           |                          | Modifica les dades a Wikidata |
|        | Raons                     | el Pont de Suert | nucli de població |         | 42° 25′ 16″ N, 0° 46′ 47″ E / 42.42104722°N,0.7798°E 1104.1 msnm              |           | Raons (el Pont de Suert) | Modifica les dades a Wikidata |
|        | la Bastideta de Corroncui | el Pont de Suert | nucli de població |         | 42° 19′ 37″ N, 0° 51′ 56″ E / 42.32689722°N,0.86553333°E 1167.7 msnm          |           |                          | Modifica les dades a Wikidata |

## oratori
| imatge | Nom                         | Ubicat a         | instància de | Detalls | coordenades                                                          | Protecció | Commons (més fotos) | Dades a WD                    |
| ------ | --------------------------- | ---------------- | ------------ | ------- | -------------------------------------------------------------------- | --------- | ------------------- | ----------------------------- |
|        | Pilaret de Sant Antoni      | el Pont de Suert | oratori      |         | 42° 25′ 32″ N, 0° 50′ 40″ E / 42.4255940668625°N,0.844497115231583°E |           |                     | Modifica les dades a Wikidata |
|        | Pilaret de Sant Antoni      | el Pont de Suert | oratori      |         | 42° 23′ 59″ N, 0° 48′ 55″ E / 42.399718997433°N,0.815360063971162°E  |           |                     | Modifica les dades a Wikidata |
|        | Pilaret de Sant Pere Màrtir | el Pont de Suert | oratori      |         | 42° 25′ 33″ N, 0° 45′ 39″ E / 42.4258985129932°N,0.760821722700222°E |           |                     | Modifica les dades a Wikidata |
|        | pilaret de Sant Roc         | el Pont de Suert | oratori      |         | 42° 22′ 12″ N, 0° 47′ 47″ E / 42.3699809238693°N,0.796437946726631°E |           |                     | Modifica les dades a Wikidata |

## plaça
| imatge | Nom                           | Ubicat a         | instància de | Detalls                                  | coordenades                                                                       | Protecció                                  | Commons (més fotos)               | Dades a WD                    |
| ------ | ----------------------------- | ---------------- | ------------ | ---------------------------------------- | --------------------------------------------------------------------------------- | ------------------------------------------ | --------------------------------- | ----------------------------- |
|        | Plaça Major de Malpàs         | el Pont de Suert | plaça        | Estil: arquitectura popular              | 42° 24′ 30″ N, 0° 47′ 34″ E / 42.408302°N,0.792792°E                              | bé integrant del patrimoni cultural català |                                   | Modifica les dades a Wikidata |
|        | plaça Major del Pont de Suert | el Pont de Suert | plaça        | Estil: arquitectura popular              | 42° 24′ 27″ N, 0° 44′ 25″ E / 42.407621°N,0.740274°E ca:Plaça Major 847 msnm      | bé integrant del patrimoni cultural català | Plaça Major (el Pont de Suert)    | Modifica les dades a Wikidata |
|        | plaça Mercadal                | el Pont de Suert | plaça        | Estil: arquitectura popular 18th century | 42° 24′ 29″ N, 0° 44′ 24″ E / 42.407946°N,0.740062°E ca:Pl. del Mercadal 846 msnm | bé integrant del patrimoni cultural català | Plaça Mercadal (el Pont de Suert) | Modifica les dades a Wikidata |

## pont
| imatge | Nom                               | Ubicat a         | instància de | Detalls                                              | coordenades                                                          | Protecció                                  | Commons (més fotos)   | Dades a WD                    |
| ------ | --------------------------------- | ---------------- | ------------ | ---------------------------------------------------- | -------------------------------------------------------------------- | ------------------------------------------ | --------------------- | ----------------------------- |
|        | Palanca de Montiberri             | el Pont de Suert | pont         |                                                      | 42° 23′ 25″ N, 0° 45′ 12″ E / 42.3904053790026°N,0.753313190211647°E |                                            |                       | Modifica les dades a Wikidata |
|        | Pont d'Estanyabero                | el Pont de Suert | pont         |                                                      | 42° 21′ 28″ N, 0° 49′ 25″ E / 42.3578112712733°N,0.823600420501881°E |                                            |                       | Modifica les dades a Wikidata |
|        | Pont de Castellàs                 | el Pont de Suert | pont         |                                                      | 42° 24′ 52″ N, 0° 48′ 18″ E / 42.4144594533522°N,0.804919212028346°E |                                            |                       | Modifica les dades a Wikidata |
|        | Pont de Montiberri                | el Pont de Suert | pont         | Estil: arquitectura popular                          | 42° 23′ 18″ N, 0° 44′ 51″ E / 42.388395°N,0.747605°E                 | bé integrant del patrimoni cultural català | Pont al Pont de Suert | Modifica les dades a Wikidata |
|        | Pont de Viu de Llevata            | el Pont de Suert | pont         | Estil: arquitectura popular                          | 42° 22′ 19″ N, 0° 49′ 05″ E / 42.37192°N,0.817939°E                  | bé cultural d'interès local                |                       | Modifica les dades a Wikidata |
|        | Pont de la Ribera                 | el Pont de Suert | pont         |                                                      | 42° 24′ 38″ N, 0° 47′ 58″ E / 42.4105003312922°N,0.799455109401171°E |                                            |                       | Modifica les dades a Wikidata |
|        | Pont del Remei de Castelló de Tor | el Pont de Suert | pont         | Estil: arquitectura popular Travessa: Noguera de Tor | 42° 25′ 54″ N, 0° 44′ 33″ E / 42.431755°N,0.742541°E                 | bé cultural d'interès local                |                       | Modifica les dades a Wikidata |

## serra
| imatge | Nom                                     | Ubicat a                        | instància de | Detalls      | coordenades | Protecció | Commons (més fotos)  | Dades a WD                    |
| ------ | --------------------------------------- | ------------------------------- | ------------ | ------------ | --- | --------- | -------------------- | ----------------------------- |
|        | La Serra                                | el Pont de Suert                | serra        |              | 42° 21′ 59″ N, 0° 50′ 12″ E / 42.3664°N,0.836667°E |           |                      | Modifica les dades a Wikidata |
|        | Lo Raller de la Santa                   | el Pont de Suert                | serra        | Llarg: 4km   | 42° 21′ 59″ N, 0° 45′ 43″ E / 42.3663°N,0.762014°E |           |                      | Modifica les dades a Wikidata |
|        | Santes Creus (el Pont de Suert)         | el Pont de Suert                | serra        |              | 42° 20′ 19″ N, 0° 51′ 45″ E / 42.33863333°N,0.86261667°E 1545.5 msnm                                                                                      |           |                      | Modifica les dades a Wikidata |
|        | Serra Capitana                          | la Vall de Boí el Pont de Suert | serra        | Llarg: 1.5km | 42° 27′ 26″ N, 0° 48′ 53″ E / 42.4572°N,0.814717°E |           |                      | Modifica les dades a Wikidata |
|        | Serra de Comillini                      | Senterada el Pont de Suert      | serra        | Llarg: 1.5km | 42° 20′ 27″ N, 0° 52′ 03″ E / 42.3408°N,0.867411°E 1570 msnm                                                                                              |           | Serra de Comillini   | Modifica les dades a Wikidata |
|        | Serra de Peranera                       | el Pont de Suert                | serra        |              | 42° 27′ 15″ N, 0° 51′ 11″ E / 42.4541°N,0.852956°E |           |                      | Modifica les dades a Wikidata |
|        | Serrat Estreto                          | el Pont de Suert                | serra        | Llarg: 1.5km | 42° 27′ 16″ N, 0° 43′ 12″ E / 42.4545°N,0.719914°E 1300 msnm                                                                                              |           |                      | Modifica les dades a Wikidata |
|        | Serrat Roi (Castilló de Tor)            | el Pont de Suert                | serra        | Llarg: 1km   | 42° 26′ 37″ N, 0° 44′ 09″ E / 42.4436°N,0.73579°E 1219 msnm                                                                                               |           |                      | Modifica les dades a Wikidata |
|        | Serrat de Casilda                       | el Pont de Suert                | serra        | Llarg: 4km   | 42° 21′ 54″ N, 0° 45′ 18″ E / 42.36510833333333°N,0.7549472222222222°E 42° 21′ 30″ N, 0° 45′ 05″ E / 42.3582°N,0.7514777777777778°E 1194.4 msnm           |           |                      | Modifica les dades a Wikidata |
|        | Serrat de Cussolo                       | el Pont de Suert                | serra        |              | 42° 24′ 08″ N, 0° 44′ 50″ E / 42.40235°N,0.7473527777777778°E 42° 23′ 59″ N, 0° 47′ 06″ E / 42.39978611111111°N,0.7849388888888889°E                      |           |                      | Modifica les dades a Wikidata |
|        | Serrat de Montagut (el Pont de Suert)   | el Pont de Suert                | serra        |              | 42° 19′ 19″ N, 0° 52′ 05″ E / 42.32208056°N,0.86801917°E 1332.5 msnm                                                                                      |           |                      | Modifica les dades a Wikidata |
|        | Serrat de Toirigo                       | el Pont de Suert                | serra        |              | 42° 29′ 50″ N, 0° 46′ 07″ E / 42.4973°N,0.768602°E 1890.9 msnm                                                                                            |           |                      | Modifica les dades a Wikidata |
|        | Serrat de la Canal de les Tallades      | el Pont de Suert                | serra        |              | 42° 26′ 48″ N, 0° 48′ 14″ E / 42.4466°N,0.804003°E |           |                      | Modifica les dades a Wikidata |
|        | Serrat de la Gessera (el Pont de Suert) | el Pont de Suert                | serra        | Llarg: 1km   | 42° 24′ 48″ N, 0° 45′ 11″ E / 42.4132°N,0.752983°E |           |                      | Modifica les dades a Wikidata |
|        | Serrat de la Girosta                    | el Pont de Suert                | serra        |              | 42° 19′ 47″ N, 0° 50′ 30″ E / 42.3296°N,0.841742°E 1422.3 msnm                                                                                            |           |                      | Modifica les dades a Wikidata |
|        | Serrat de les Pales                     | el Pont de Suert                | serra        |              | 42° 23′ 16″ N, 0° 49′ 21″ E / 42.38775833°N,0.82261667°E 1455.6 msnm                                                                                      |           |                      | Modifica les dades a Wikidata |
|        | Serrat del Riconco                      | la Vall de Boí el Pont de Suert | serra        | Llarg: 1km   | 42° 26′ 48″ N, 0° 48′ 14″ E / 42.44661944444445°N,0.8040027777777777°E 42° 27′ 44″ N, 0° 49′ 43″ E / 42.46211944444445°N,0.8285027777777778°E 2543.3 msnm |           |                      | Modifica les dades a Wikidata |
|        | Serrat dels Comunals                    | el Pont de Suert                | serra        |              | 42° 22′ 57″ N, 0° 48′ 28″ E / 42.3826°N,0.807678°E 1398.8 msnm                                                                                            |           |                      | Modifica les dades a Wikidata |
|        | serra de Sant Gervàs                    | Tremp el Pont de Suert          | serra        | Llarg: 2.5km | 42° 19′ 01″ N, 0° 48′ 34″ E / 42.316983°N,0.809574°E |           | Serra de Sant Gervàs | Modifica les dades a Wikidata |

## vèrtex geodèsic
| imatge | Nom               | Ubicat a         | instància de    | Detalls   | coordenades                                                        | Protecció | Commons (més fotos) | Dades a WD                    |
| ------ | ----------------- | ---------------- | --------------- | --------- | ------------------------------------------------------------------ | --------- | ------------------- | ----------------------------- |
|        | Fallada de Malpas | el Pont de Suert | vèrtex geodèsic | Alt: 1.2m | 42° 22′ 30″ N, 0° 46′ 30″ E / 42.375037°N,0.77513°E 1699.343 msnm  |           |                     | Modifica les dades a Wikidata |
|        | Pala del Teller   | el Pont de Suert | vèrtex geodèsic | Alt: 1.2m | 42° 19′ 00″ N, 0° 48′ 35″ E / 42.316717°N,0.809627°E 1889.186 msnm |           |                     | Modifica les dades a Wikidata |
|        | San Gervás        | el Pont de Suert | vèrtex geodèsic | Alt: 1.2m | 42° 18′ 51″ N, 0° 50′ 18″ E / 42.314116°N,0.838214°E 1839.201 msnm |           |                     | Modifica les dades a Wikidata |

## zona humida
| imatge | Nom                     | Ubicat a         | instància de | Detalls             | coordenades                                                   | Protecció | Commons (més fotos)     | Dades a WD                    |
| ------ | ----------------------- | ---------------- | ------------ | ------------------- | ------------------------------------------------------------- | --------- | ----------------------- | ----------------------------- |
|        | Cua del pantà d'Escales | el Pont de Suert | zona humida  | Superfície: 29.16ha | 42° 23′ 12″ N, 0° 44′ 48″ E / 42.386674°N,0.746681°E 815 msnm |           | Cua del pantà d'Escales | Modifica les dades a Wikidata |
|        | Salencar de Llesp       | el Pont de Suert | zona humida  |                     | 42° 26′ 58″ N, 0° 45′ 09″ E / 42.449413°N,0.752602°E          |           |                         | Modifica les dades a Wikidata |

## Misc
| imatge | Nom                                           | Ubicat a                            | instància de                                                       | Detalls                                  | coordenades                                                                                     | Protecció                                            | Commons (més fotos)                           | Dades a WD                    |
| ------ | --------------------------------------------- | ----------------------------------- | ------------------------------------------------------------------ | ---------------------------------------- | ----------------------------------------------------------------------------------------------- | ---------------------------------------------------- | --------------------------------------------- | ----------------------------- |
|        | Ajuntament                                    | el Pont de Suert                    | casa consistorial                                                  | Estil: arquitectura popular              | 42° 24′ 27″ N, 0° 44′ 25″ E / 42.40748°N,0.74031°E                                              | bé integrant del patrimoni cultural català           | Ajuntament del Pont de Suert                  | Modifica les dades a Wikidata |
|        | Baixador de la Riba                           | el Pont de Suert                    | passatge                                                           | Estil: arquitectura popular 18th century | 42° 24′ 29″ N, 0° 44′ 24″ E / 42.40803°N,0.739898°E ca:Pl. Mercadal 845 msnm                    | bé integrant del patrimoni cultural català           | Baixador de la Riba                           | Modifica les dades a Wikidata |
|        | Comtat d'Erill                                | Erillcastell                        | comtat jurisdiccional organització                                 |                                          | 42° 25′ 27″ N, 0° 48′ 06″ E / 42.424280555555555°N,0.8016805555555556°E                         |                                                      |                                               | Modifica les dades a Wikidata |
|        | Consell Comarcal de l'Alta Ribagorça          | el Pont de Suert                    | consell comarcal de Catalunya                                      | 1988-07-27                               | Consell Comarcal de l'Alta Ribagorça                                                            |                                                      |                                               | Modifica les dades a Wikidata |
|        | Creueta de Posa                               | el Pont de Suert                    | creu monumental                                                    |                                          | 42° 26′ 59″ N, 0° 46′ 30″ E / 42.4496612664763°N,0.775029046073661°E                            |                                                      |                                               | Modifica les dades a Wikidata |
|        | Forat del Plan del Mont                       | el Pont de Suert                    | avenc                                                              |                                          | 42° 24′ 03″ N, 0° 45′ 56″ E / 42.4009191132517°N,0.765513657410581°E                            |                                                      |                                               | Modifica les dades a Wikidata |
|        | La Faiada de Malpàs                           | el Pont de Suert                    | espai d'interès natural                                            | Superfície: 1280.75ha                    | 42° 22′ 57″ N, 0° 46′ 06″ E / 42.3826°N,0.768253°E                                              |                                                      | La Faiada de Malpàs                           | Modifica les dades a Wikidata |
|        | Parc de Bombers del Pont de Suert             | el Pont de Suert                    | parc de bombers                                                    |                                          | 42° 24′ 38″ N, 0° 44′ 23″ E / 42.41054003354075°N,0.7397643430259139°E es:Carrer del Roser, s/n |                                                      |                                               | Modifica les dades a Wikidata |
|        | Part de la Vall de Boí i de la Noguera de Tor | la Vall de Boí el Pont de Suert     | indret històric                                                    |                                          | 42° 31′ 20″ N, 0° 50′ 03″ E / 42.5221°N,0.83406°E                                               | bé cultural d'interès nacional bé d'interès cultural | Part de la Vall de Boí i de la Noguera de Tor | Modifica les dades a Wikidata |
|        | Polígon industrial Sores                      | el Pont de Suert                    | polígon industrial                                                 |                                          | 42° 25′ 17″ N, 0° 44′ 11″ E / 42.4215020585438°N,0.736438484605245°E                            |                                                      |                                               | Modifica les dades a Wikidata |
|        | Rourera de Jaumot                             | el Pont de Suert                    | indret                                                             |                                          | 42° 25′ 45″ N, 0° 43′ 51″ E / 42.429101°N,0.730757°E                                            |                                                      |                                               | Modifica les dades a Wikidata |
|        | Selva Escura                                  | el Pont de Suert Sarroca de Bellera | bosc                                                               |                                          | 42° 25′ 33″ N, 0° 51′ 17″ E / 42.4259166667°N,0.854694444444°E Erta Manyanet                    |                                                      |                                               | Modifica les dades a Wikidata |
|        | presa de Llesp                                | el Pont de Suert                    | presa de gravetat Ús: energia hidroelèctrica regadiu aigua potable | Llarg: 32m Alt: 15m Volum: 2190m³        | 42° 26′ 52″ N, 0° 45′ 09″ E / 42.447761111111°N,0.75255°E 1083 1068 msnm                        |                                                      |                                               | Modifica les dades a Wikidata |